# 滋賀県医師会

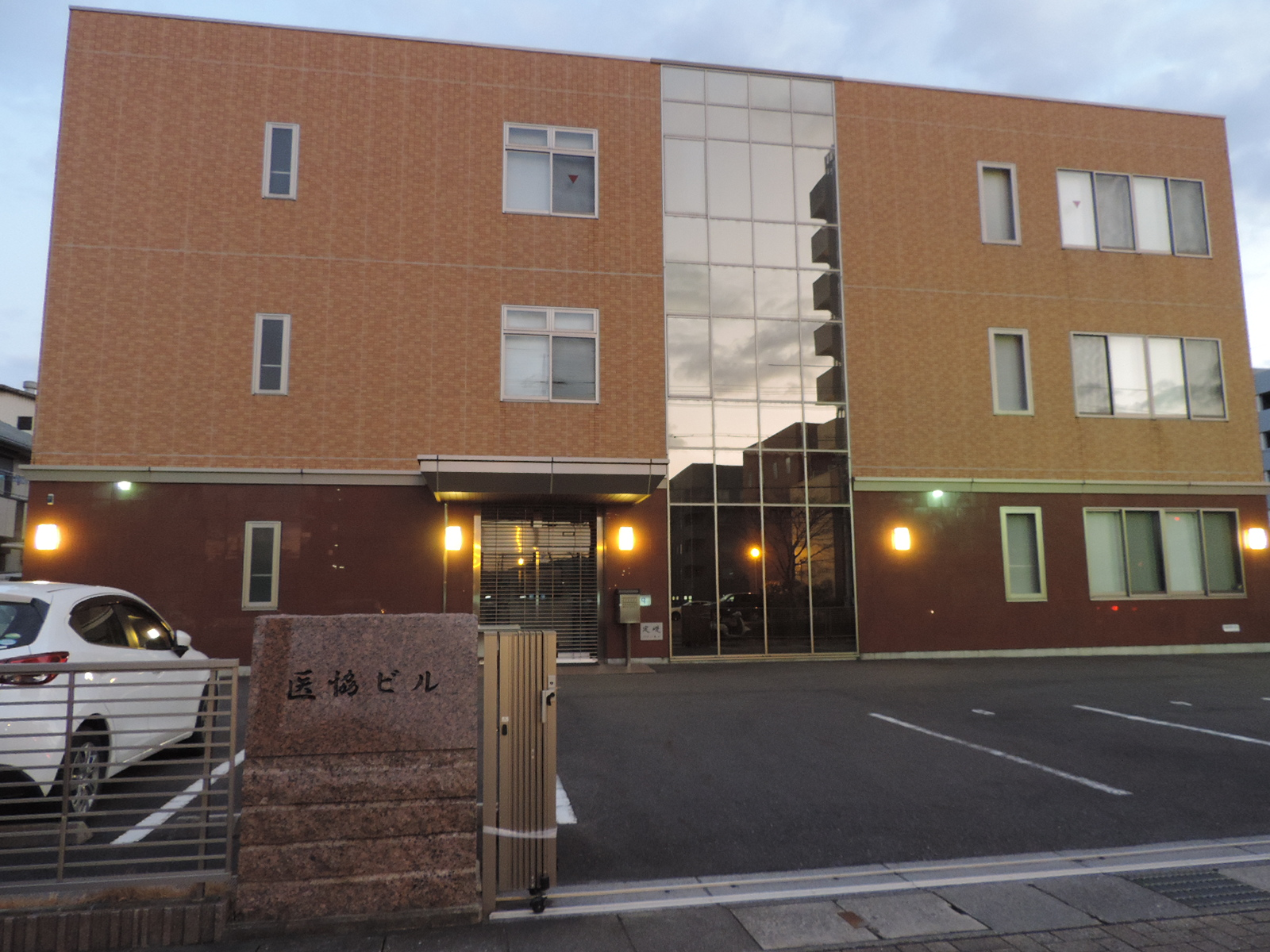
栗東市にある本部

座標: 北緯35度2分14.9秒 東経135度59分2.9秒 / 北緯35.037472度 東経135.984139度一般社団法人滋賀県医師会（しがけんいしかい、英称 Shiga Medical Association）は、滋賀県の医師を会員とする法人。

## 本部所在地
〒520-3031 滋賀県栗東市綣１-10-7

## 地区医師会
- 大津市医師会

〒520-0804 大津市本宮2-9-9
- 草津栗東医師会

〒525-0032 草津市大路2-1151 草津市立サンサンホール内
- 守山野洲医師会

〒524-0013 守山市下ノ郷3-2-5　守山すこやかセンター内
- 甲賀湖南医師会

〒528-0014 甲賀市水口町鹿深3-46
- 近江八幡市蒲生郡医師会

〒523-0082 近江八幡市土田町1379 近江八幡市立総合医療センター内
- 東近江医師会

〒529-1421 東近江市五個荘竜田町2-3 東近江市五個荘支所内
- 彦根医師会

〒522-0041 彦根市平田町670 彦根市福祉保険センター3階
- 湖北医師会

〒526-0244 長浜市内保町480-3
- 高島市医師会

〒520-1822 高島市マキノ町新保1097　医療法人マキノ病院 薬剤科内
- 大津赤十字病院医師会

〒520-8511 大津市長等1-1-35 大津赤十字病院内
- 滋賀医科大学医師会

〒520-2192 大津市瀬田月輪町 滋賀医科大学総務課内